# سیارک ۱۷۷۹۹
سیارک ۱۷۷۹۹ (به انگلیسی: 17799 Petewilliams، نامگذاری:1998FC64) هفده هزار و هفتصد و نود و نهمین سیارک کشف شده‌است که در ۲۰ مارس ۱۹۹۸ کشف شد.
قدر مطلق سیارک برابر ۱۹.۵ است.